# Шалтык
Шалтык — река в России, протекает по Шаранскому району Башкортостана. Длина реки составляет 29 км, площадь водосборного бассейна 158 км².
Начинается в осиново-берёзовом лесу к югу от села Шалтыкбашево. В самых верховьях течёт на северо-восток и запад, затем, на всём остальном протяжении — на юго-запад через сёла Янгаулово, Новотавларово, Биктышево, Биккулово, Урсаево, Мещерово, Чупаево. Устье реки находится в 181 км по правому берегу реки Сюнь на высоте 138,9 метра над уровнем моря.
Основной приток — Колесовский — впадает справа у Янгаулово.

## Данные водного реестра
По данным государственного водного реестра России относится к Камскому бассейновому округу, водохозяйственный участок реки — Белая от города Бирск и до устья, речной подбассейн реки — Белая. Речной бассейн реки — Кама.
Код объекта в государственном водном реестре — 10010201612111100026497.